# Nocolot szary
Nocolot szary (Nyctibius griseus) – gatunek średniej wielkości ptaka z rodziny nocolotów (Nyctibiidae), występujący w Ameryce Centralnej, Ameryce Południowej aż po północną Argentynę i Urugwaj, oraz na Trynidadzie i Tobago. Nie jest zagrożony.

## Systematyka i zasięg występowania
Czasem uznawany za jeden gatunek z nocolotem północnym (Nyctibius jamaicensis), który wygląda niemal identycznie, ale wyraźnie różni się głosem. Obecnie wyróżnia się dwa podgatunki N. griseus:
- N. g. panamensis Ridgway, 1912 – wschodnia Nikaragua do zachodniej Panamy, zachodnia Kolumbia i zachodni Ekwador
- N. g. griseus (J.F. Gmelin, 1789) – Trynidad i Tobago, północna i środkowa Ameryka Południowa na wschód od Andów, na południu po północną Argentynę i Urugwaj

## Morfologia
Wygląd

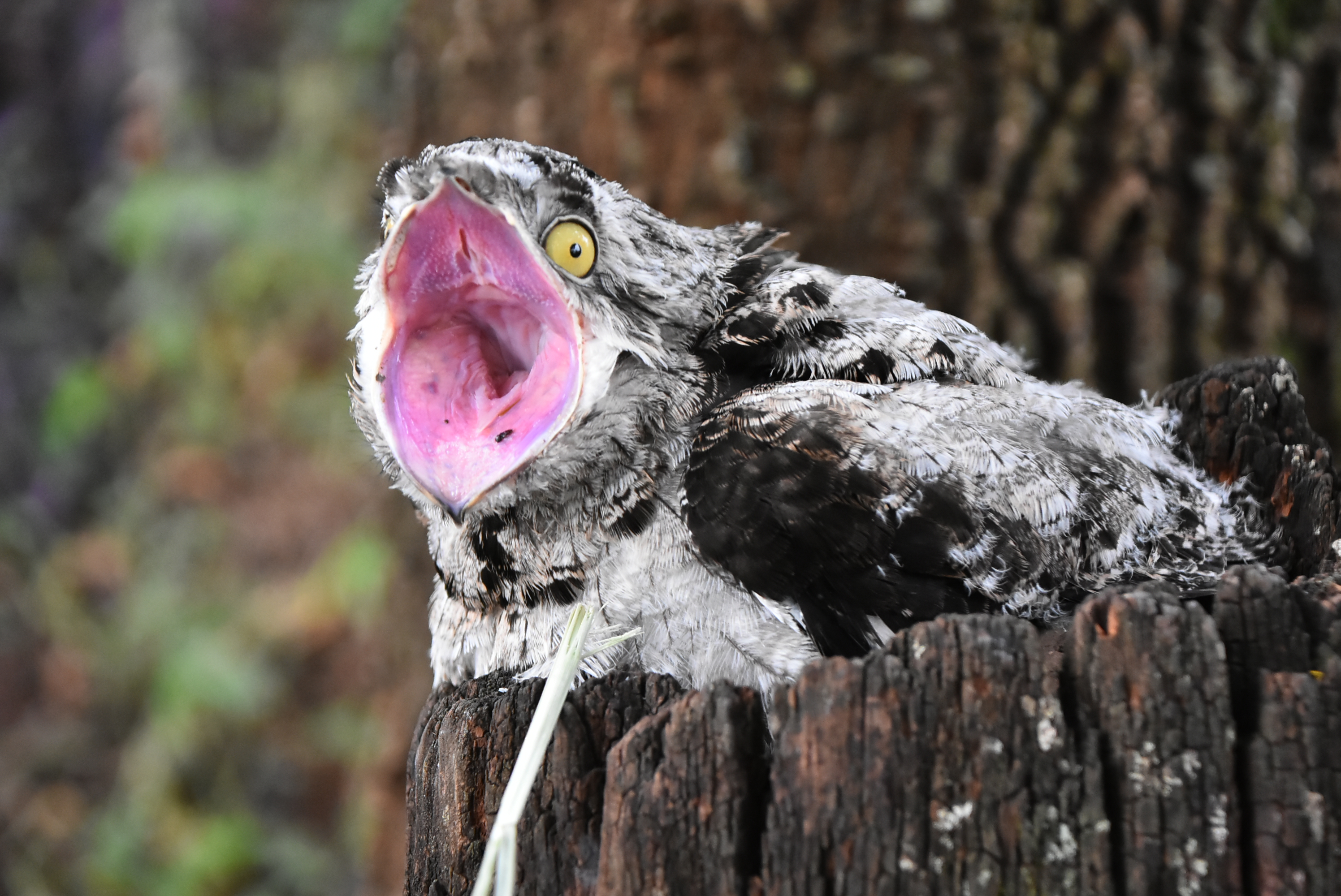
Nocolot szary z rozwartym dziobem

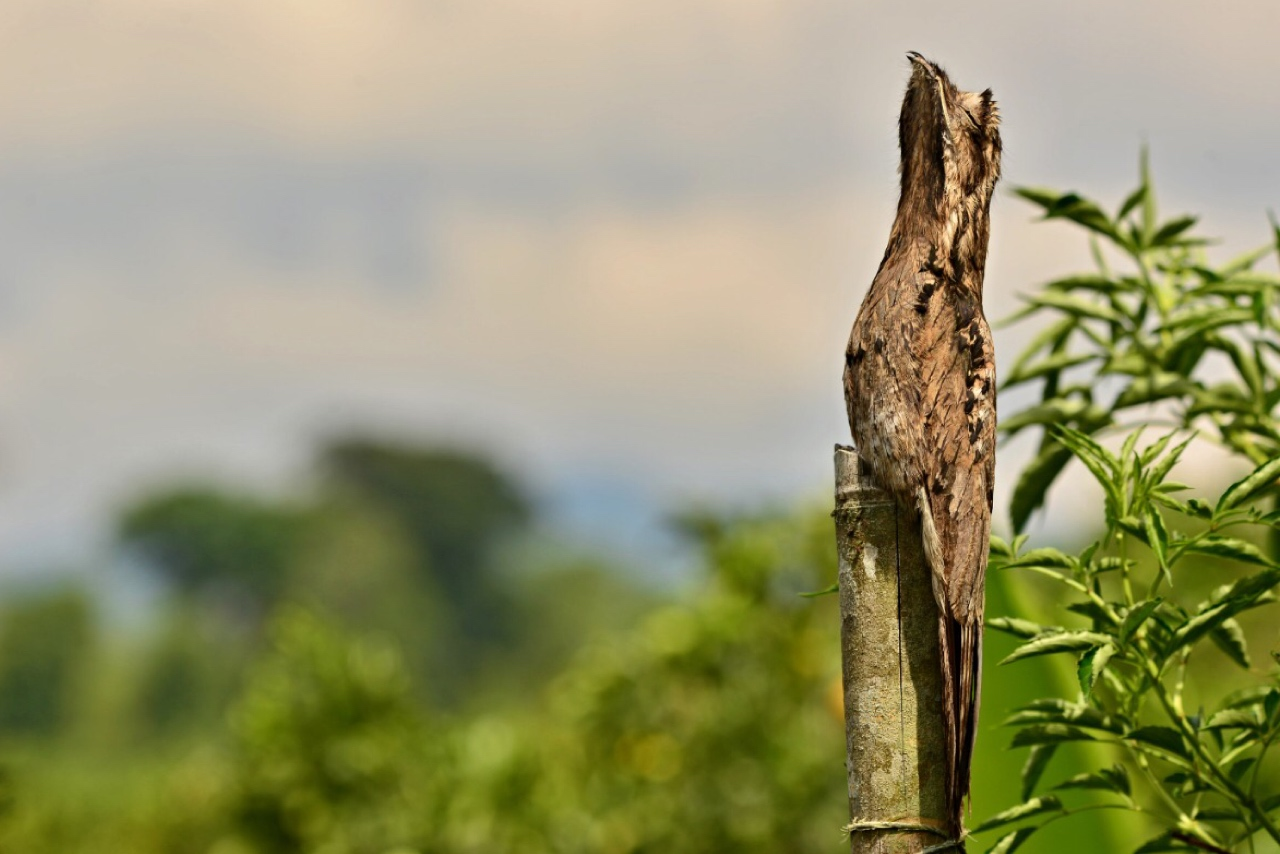
Nocolot szary wtapiający się w otoczenie

Nocolot szary ma bardzo krótkie nogi i długi, czasami równy połowie długości ciała ogon. Jego brązowoszare, wyraźnie plamkowane i kreskowane upierzenie czyni go niemal niewidocznym wśród obrośniętych porostami gałęzi. 
Średnie wymiary
- Długość ciała: 33–38 cm[2]
- Rozpiętość skrzydeł: 85 cm
- Masa ciała: 145–202 g[2]

## Ekologia i zachowanie

### Biotop
Obrzeża lasów, niezbyt gęste lasy, pola uprawne porośnięte pojedynczymi drzewami.

### Tryb życia
Aktywny nocą, podczas której poluje na drobne zwierzęta. Dzień spędza podobnie jak sowy, siedząc na pniu sztywno wyprostowany na pieńku lub na złamanej gałęzi, z dziobem i głową skierowanymi ku górze, próbując upodobnić się do kawałka drzewa. Zaniepokojony nocolot przyjmuje pionową postawę ciała i zamiera w bezruchu lub próbuje nastraszyć napastnika, strosząc pióra, szeroko otwierając oczy i dziób.

### Pożywienie
Żywi się owadami, których wypatruje w nocy ze stanowiska na drzewie, po czym wraca do niego, by spokojnie zjeść swoją zdobycz.

### Rozmnażanie
Samica składa 1 jajo zazwyczaj na szczycie pnia złamanego drzewa. Oboje rodzice wysiadują jajo, a później karmią pisklę. Młody ptak wylatuje z gniazda po około 44 dniach od wyklucia.

## Status
Przez IUCN nocolot szary klasyfikowany jest jako gatunek najmniejszej troski (LC, Least Concern). W 2019 roku organizacja Partners in Flight szacowała, że liczebność światowej populacji mieści się w przedziale 0,5–5,0 milionów dorosłych osobników. Globalny trend liczebności oceniany jest jako lekko spadkowy ze względu na niszczenie siedlisk. 